# Chiesa dei Santi Nabore e Felice (Stradella)
La chiesa dei Santi Nabore e Felice è la parrocchiale di Stradella, in provincia di Pavia e diocesi di Tortona; fa parte del vicariato di Broni-Stradella-Valle Versa.

## Storia
Originariamente i fedeli di Stradella, per assistere alle funzioni religiose, dovevano recarsi presso la basilica di San Marcello a Montalino oppure alla chiesa dei Santi Filippo e Giacomo, ubicata non lontano dal torrente Versa; in centro del paese sorgeva invece l'oratorio dei Santi Nabore e Felice.
Nel XV secolo al posto di quest'ultimo venne edificata la nuova parrocchiale stradellina, la cui costruzione richiese diversi anni e la cui inaugurazione si tenne il 21 aprile 1491.
La chiesa venne elevata al rango di prepositurale il 21 ottobre 1668 e nel 1774 fu eretta su disegno dell'architetto Moneta la torre campanaria.
Nel 1817, in ossequio alla bolla Beati Petri di papa Pio VII, la parrocchia passò dalla diocesi di Pavia a quella di Tortona.
L'8 maggio 1834 il campanile crollò danneggiando irreparabilmente anche la chiesa; nel giro di tre anni quest'ultima fu ricostruita completamente su progetto dell'ingegnere vogherese Pozzone, mentre la torre non venne modificata e si decise di riutilizzare a quello scopo ne fu adattata una appartenente alle antiche fortificazioni stradelline.

## Descrizione

### Esterno
La facciata a salienti della chiesa, che volge a mezzogiorno, è composta da tre corpi: la parte centrale, più ampia, è scandita da quattro semicolonne ioniche sorreggenti la trabeazione e il frontone e presenta il portale d'ingresso architravato e un'epigrafe dedicatoria, mentre le due ali laterali sono caratterizzate dagli ingressi secondari e coronate da semitimpani.
Ad alcune decine di metri dalla parrocchiale sorge il campanile a base quadrata, che in origine svolgeva il ruolo di torre difensiva; la cella, aggiunta successivamente, presenta su ogni lato una monofora ed è coperta dal tetto a quatro falde.

### Interno
L'interno dell'edificio si compone di tre navate, separate da pilastri sorreggenti degli arco a tutto sesto; al termine dell'aula si sviluppa il presbiterio, rialzato di due gradini, delimitato da balaustre, ospitante l'altare maggiore e chiuso dall'abside di forma semicircolare.
Qui sono conservate diverse opere di pregio, tra le quali la tela con soggetto la Madonna Assunta, eseguita da Pacifico Sidoli, il coro, costruito nel 1804 da Gaspare Crespi, i due affreschi ritraenti la Predicazione di Gesù e l'Ultima Cena, dipinti da Antonio Villa, l'organo, montato nel 1839 da Giacomo Serassi, e la pala raffigurante il Transito di San Giuseppe, realizzata da Placido Coralli nel 1754.